# Gorzkowice (gemeente)
De gemeente Gorzkowice is een landgemeente in het Poolse woiwodschap Łódź, in powiat Piotrkowski.
De zetel van de gemeente is in Gorzkowice.
Op 30 juni 2004 telde de gemeente 8651 inwoners.

## Oppervlaktegegevens
In 2002 bedroeg de totale oppervlakte van gemeente Gorzkowice 102,29 km², waarvan:
- agrarisch gebied: 76%
- bossen: 15%

De gemeente beslaat 7,16% van de totale oppervlakte van de powiat.

## Demografie
Stand op 30 juni 2004:
| Omschrijving                   | Totaal | Totaal | Vrouwen | Vrouwen | Mannen | Mannen |
| ------------------------------ | ------ | ------ | ------- | ------- | ------ | ------ |
| eenheid                        | aantal | %      | aantal  | %       | aantal | %      |
| inwoners                       | 8651   | 100    | 4359    | 50,4    | 4292   | 49,6   |
| bevolkingsdichtheid (inw./km²) | 84,6   | 84,6   | 42,6    | 42,6    | 42     | 42     |

In 2002 bedroeg het gemiddelde inkomen per inwoner 1240,81 zł.

## Administratieve plaatsen (sołectwo)
Bujnice, Bujniczki, Cieszanowice, Daniszewice, Gorzkowice, Gorzkowiczki, Gościnna, Grabostów, Kolonia Krzemieniewice, Kotków, Krosno, Krzemieniewice, Marianek, Plucice, Sobaków, Sobakówek, Szczepanowice, Szczukocice, Wilkoszewice, Wola Kotkowska, Żuchowice.

## Overige plaatsen
Białek, Borzęcin, Bujnice ZR, Bukowina, Czerno, Góry Rdułtowskie, Gorzędów-Kolonia, Grabowiec, Jadwinów, Józefina, Kamienny Most, Kolonia Bujnice, Kolonia Kotków, Kolonia Plucice, Kolonia Żuchowice, Komorniki, Kopanina, Krosno-Biadów, Krosno-Bugaj, Krosno-Dąbrowy, Krosno-Huby, Krosno-Ludwików, Pieńki Gorzkowskie, Pieńki Stolarskie, Poręba Sobaków, Porosło, Rdułtowice, Rogów, Ryszardów, Sosnowiec

## Aangrenzende gemeenten
Gomunice, Kamieńsk, Kodrąb, Łęki Szlacheckie, Masłowice, Rozprza